# Madonna col Bambino (Cima da Conegliano Holburne)
La Madonna col Bambino della Holburne Museum of Art di Bath del Regno Unito è un dipinto a olio su tavola (58,4x46,4 cm) della scuola di Cima da Conegliano.
Si ipotizza che il dipinto sia una copia della Madonna col Bambino della Pinacoteca Nazionale di Bologna.